# Pik Sat
Der Pik Sat (russisch Пик Сат) ist ein Berg in der Transalai-Kette im nördlichen Teil des Pamir (Zentralasien). 
Der 5921 m hohe Berg ist der höchste Punkt im westlichen Teil des Transalai, dem Gebirgsabschnitt westlich des Tersagar-Passes. Der Pik Sat liegt südlich des Hauptkamms im Bezirk Nohija Jirgatol in Nohijahoi tobei dschumhurij. Der Pik Sat besitzt eine Schartenhöhe von 2323 m. 